# Dragu-Brad, Hunedoara
Dragu-Brad este un sat în comuna Blăjeni din județul Hunedoara, Transilvania, România. În prezent satul este părăsit.